# 积水 (星官)
积水是中国古代星官名，有两座。其一属于胃宿，其二属于井宿。

## 所含恒星[1]

### 胃宿积水
胃宿积水含二颗恒星，位于现代星座划分的英仙座。清代编成的《仪象考成》及《仪象考成续编》星表，积水增加了1星。
| 中国星名 | 现代星名 | 所属星座 |
| -------- | -------- | -------- |
| 积水     | λ Per    | 英仙座   |
| 积水增一 | 43 Per   | 英仙座   |

### 井宿积水
井宿积水位于现代星座中的御夫座，即御夫座65。